# قائمة مباريات ديربي خان يونس
تعرض القائمة جميع مباريات ديربي خان يونس من أول مباراة في موسم 1998–99.

## المؤشر اللوني
|  | فوز نادي شباب خانيونس  |
|  | تعادل                  |
|  | فوز نادي اتحاد خانيونس |

## المباريات
| البطولة                            | الموسم  | فريق1         | النتيجة     | فريق2         |
| ---------------------------------- | ------- | ------------- | ----------- | ------------- |
| كأس فلسطين لأندية قطاع غزة         | 1998–99 | شباب خانيونس  | 3–1         | اتحاد خانيونس |
| الدوري الفلسطيني الممتاز لقطاع غزة | 2010–11 | شباب خانيونس  | 2–0         | اتحاد خانيونس |
| الدوري الفلسطيني الممتاز لقطاع غزة | 2010–11 | اتحاد خانيونس | 0–3         | شباب خانيونس  |
| الدوري الفلسطيني الممتاز لقطاع غزة | 2012–13 | شباب خانيونس  | 1–2         | اتحاد خانيونس |
| الدوري الفلسطيني الممتاز لقطاع غزة | 2012–13 | اتحاد خانيونس | 1–1         | شباب خانيونس  |
| الدوري الفلسطيني الممتاز لقطاع غزة | 2013–14 | اتحاد خانيونس | 1–0         | شباب خانيونس  |
| الدوري الفلسطيني الممتاز لقطاع غزة | 2013–14 | شباب خانيونس  | 1–1         | اتحاد خانيونس |
| الدوري الفلسطيني الممتاز لقطاع غزة | 2014–15 | اتحاد خانيونس | 0–2         | شباب خانيونس  |
| الدوري الفلسطيني الممتاز لقطاع غزة | 2014–15 | شباب خانيونس  | 0–0         | اتحاد خانيونس |
| الدوري الفلسطيني الممتاز لقطاع غزة | 2015–16 | اتحاد خانيونس | 3–0         | شباب خانيونس  |
| الدوري الفلسطيني الممتاز لقطاع غزة | 2015–16 | شباب خانيونس  | 1–1         | اتحاد خانيونس |
| الدوري الفلسطيني الممتاز لقطاع غزة | 2016–17 | اتحاد خانيونس | 0–2         | شباب خانيونس  |
| الدوري الفلسطيني الممتاز لقطاع غزة | 2016–17 | شباب خانيونس  | 1–1         | اتحاد خانيونس |
| الدوري الفلسطيني الممتاز لقطاع غزة | 2017–18 | اتحاد خانيونس | 1–2         | شباب خانيونس  |
| الدوري الفلسطيني الممتاز لقطاع غزة | 2017–18 | شباب خانيونس  | 0–0         | اتحاد خانيونس |
| الدوري الفلسطيني الممتاز لقطاع غزة | 2018–19 | شباب خانيونس  | 1–2         | اتحاد خانيونس |
| الدوري الفلسطيني الممتاز لقطاع غزة | 2018–19 | شباب خانيونس  | 0–0         | اتحاد خانيونس |
| الدوري الفلسطيني الممتاز لقطاع غزة | 2019–20 | شباب خانيونس  | 0–0         | اتحاد خانيونس |
| الدوري الفلسطيني الممتاز لقطاع غزة | 2019–20 | اتحاد خانيونس | 0–0         | شباب خانيونس  |
| الدوري الفلسطيني الممتاز لقطاع غزة | 2020–21 | اتحاد خانيونس | 1–0         | شباب خانيونس  |
| الدوري الفلسطيني الممتاز لقطاع غزة | 2020–21 | شباب خانيونس  | لم يحدد بعد | اتحاد خانيونس |

## الإحصائيات
| الفريق        | عدد المباريات | عدد مباريات الفوز | عدد مباريات التعادل |
| ------------- | ------------- | ----------------- | ------------------- |
| شباب خانيونس  | 20            | 6                 | 9                   |
| اتحاد خانيونس | 20            | 5                 | 9                   |